# Rachele Guidi
Rachele Guidi (Predappio, 11 aprile 1890 – Forlì, 30 ottobre 1979), indicata in epoca fascista anche come donna Rachele, fu la consorte di Benito Mussolini.

## Biografia
Nacque a Predappio, in località Salto, da Agostino Guidi (1864-1902) e Anna Lombardi (1868-1925). Ultima di 7 figli, era figlia di contadini. All'età di dodici anni rimase orfana di padre e si trasferì con la madre a Forlì, dove Rachele andò a servizio presso alcune famiglie.
Nel 1905 Alessandro Mussolini, padre di Benito, era rimasto vedovo e aprì un'osteria a Forlì, in via Giove Tonante, insieme alla madre di Rachele intrattenendo con lei una relazione. Benito, nel frattempo, tornato dalla Svizzera, si trasferì dopo un paio d'anni a Forlì, presso il padre; lì incontrò Rachele, iniziando una relazione con lei. Le famiglie non erano però d'accordo e così nel 1909 Benito comunicò al proprio padre e alla madre di Rachele, impugnando una rivoltella, che, se non avessero acconsentito al loro matrimonio, avrebbe ucciso lei e se stesso.
In seguito Rachele convisse con Mussolini fin dal gennaio 1910 a Forlì e ne ebbe una figlia, Edda; non essendo coniugati, era considerata illegittima. Fu registrata nell'atto di nascita come figlia di Mussolini e di madre ignota. A Forlì abitarono in un alloggio in piazza XX Settembre, a poca distanza da via Mazzini 5 dove abitava Pietro Nenni con la moglie in attesa della prima figlia.
Benito Mussolini sposò poi Rachele una prima volta con rito civile il 16 dicembre 1915 (durante una degenza come ferito di guerra all'ospedale di Treviglio) ed una seconda volta a Milano con rito religioso il 28 dicembre 1925, quando era già presidente del Consiglio.
Rachele e Benito ebbero cinque figli: Edda (1910-1995), Vittorio (1916-1997), Bruno (1918-1941), Romano (1927-2006) e Anna Maria (1929-1968).
(Mauro Canali)
Varie fonti concordano nell'affermare che Rachele avesse un temperamento severo e autoritario, a volte anche più del marito: fu per esempio contraria a ogni atto di clemenza nei confronti del genero Galeazzo Ciano durante il processo di Verona e peggiorò, per questo, i rapporti con la figlia Edda, che la definì «il vero dittatore di casa»; inoltre, negli ultimi mesi del 1943 andava ogni sera a colloquio per due ore con Guido Buffarini Guidi, ministro dell'interno della Repubblica Sociale Italiana, chiedendogli più severità al fine di ristabilire l'ordine interno.
Dopo la fine della guerra, Rachele Guidi e i figli Romano e Anna Maria furono confinati a Ischia, dove rimasero fino al 1949.

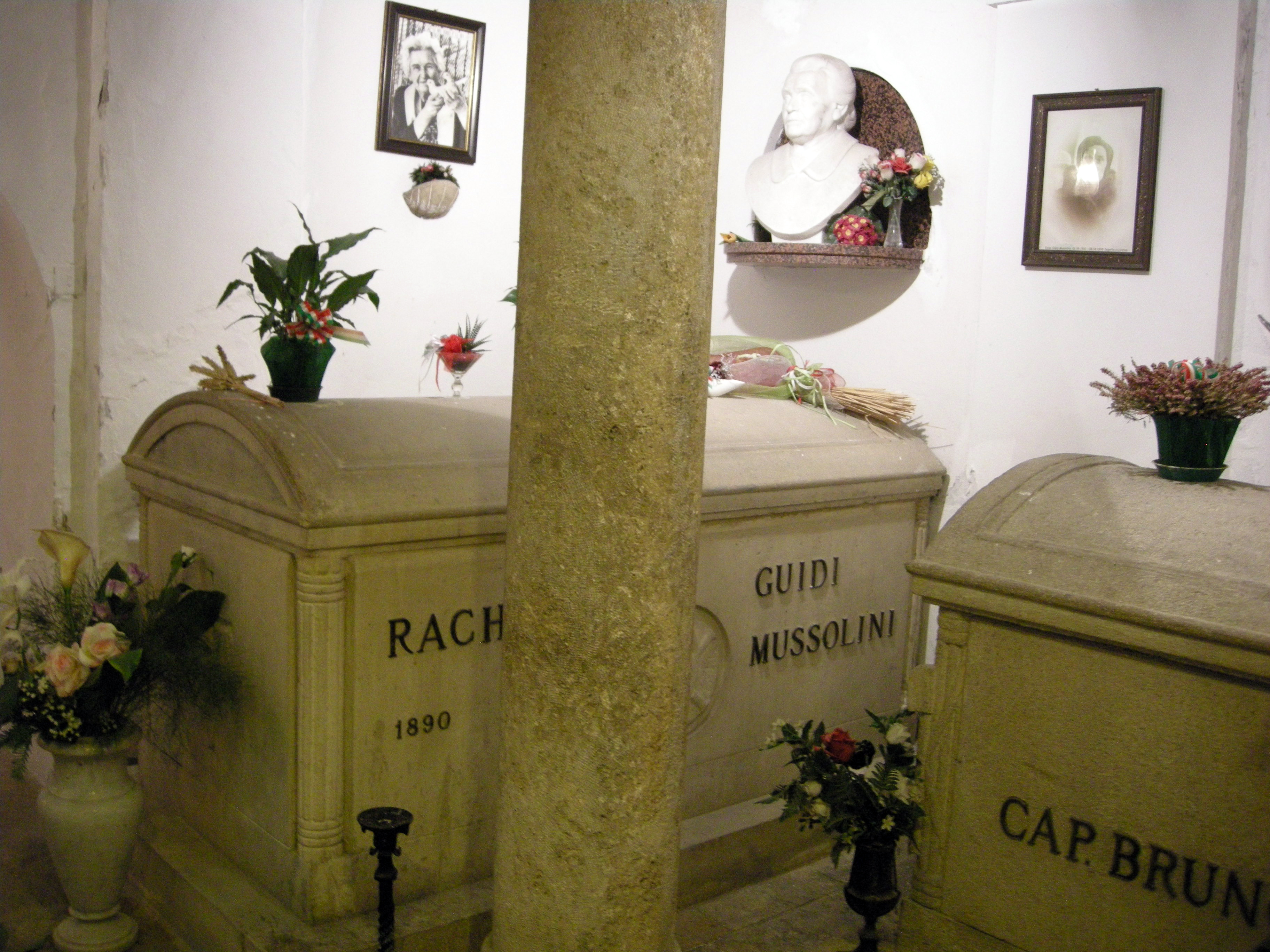
La tomba di Rachele Guidi

Nel 1957 il governo Zoli, necessitando del sostegno esterno dei deputati del Movimento Sociale Italiano, le riconsegnò i resti del marito (che era stato sepolto in luogo tenuto segreto per evitare commemorazioni fasciste), che fu inumato a Predappio. Dopo questa data, si ritirò a Forlì, in Villa Carpena, ora museo privato. Si occupò di una piccola azienda agricola e aprì un ristorante nei pressi della Rocca delle Caminate.
Nel 1974 le fu riconosciuta una pensione di reversibilità del marito, dopo che la Corte dei conti aveva affermato che la rinuncia allo stipendio da parte di Benito Mussolini come presidente del consiglio, non comportava la rinuncia alla pensione. Iniziò a riceverla dal 1975.
Dopo la morte fu sepolta nella cripta familiare del cimitero di Predappio.

## Opere
- Colloqui con Rachele Mussolini, con Bruno D'Agostini, Roma, OET Edizioni del secolo, 1946.
- La mia vita con Benito, Milano, Arnoldo Mondadori, 1948.
- Benito il mio uomo, Milano, Rizzoli, 1958.
- Mussolini privato, Milano, Rusconi, 1973.

## Nella cultura di massa
- Nel film Il grande dittatore (1940) di Charlie Chaplin l'attrice Grace Hayle interpretò il personaggio della moglie di Bonito Napoloni (Benzino Napaloni in originale, parodia di Benito Mussolini). Prima del restauro realizzato nel 2016, nelle varie versioni italiane mancavano le sequenze che includevano questo personaggio, in particolare una scena di ballo;[14] erano state rimosse «per non urtare la sensibilità di donna Rachele, ancora vivente».[15][16]
- Nel film per la televisione Io e il duce di Alberto Negrin del 1985 è interpretata da Annie Girardot.
- Nella miniserie televisiva Mussolini: The Untold Story dell'NBC del 1985 è interpretata da Lee Grant.
- Nella miniserie televisiva Il giovane Mussolini di Gianluigi Calderone del 1993 è interpretata da Claudia Koll.
- Nel film Vincere di Marco Bellocchio del 2009 è interpretata da Michela Cescon.
- Nella serie televisiva M - Il figlio del secolo di Joe Wright del 2025 è interpretata da Benedetta Cimatti.